# タイベ
タイベ（アラビア語: الطيبة, ラテン文字転写: aṭ-Ṭayyiba）は、パレスチナ自治区ヨルダン川西岸地区にある村。人口は1,340人（2017年国勢調査）。住民の多くがキリスト教徒である。
地ビールのタイベビールは日本でも人気が高い。